# Omar Hakim

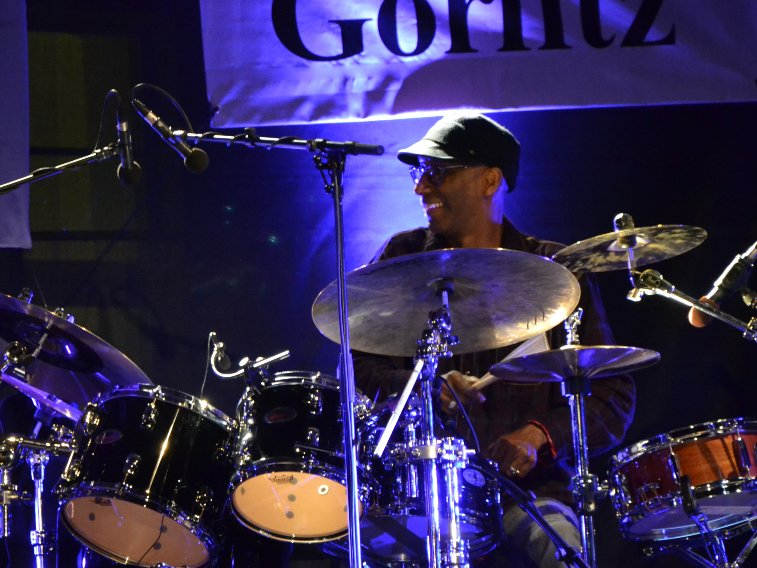
Omar Hakim (2012)

Omar Hakim (* 12. Februar 1959 in New York City, New York) ist ein US-amerikanischer Jazz-Schlagzeuger.

## Werdegang
Hakim begann im Alter von fünf Jahren Schlagzeug zu spielen. Sehr früh jammte er mit seinem Jugendfreund Marcus Miller, der später weltbekannt wurde. Hakim spielte als Schlagzeuger u. a. bei Joe Zawinuls Weather Report und für Sting. Er spielte auch für David Bowie sowie für die Dire Straits auf ihrem Millionenseller Brothers in Arms.
Als renommierter Nutzer elektronischer Drum-Sets (Roland), für die er weltweit Werbetouren machte, konnte er sich auch ein Engagement bei den Pop-Diven Madonna, Mariah Carey und Céline Dion sichern. Seit 1996 spielte er mit Nile Rodgers bei Chic.
Seine Jazz-Fusion-Fähigkeiten hat er überdies weiter ausgebaut und saß als Begleiter von Miles Davis, George Benson, Marcus Miller, John Scofield, Victor Bailey oder Lee Ritenour am Schlagzeug.
1989 veröffentlichte er sein erstes Album Rhythm Deep, auf dem er auch seine Gesangskünste demonstrierte und das für den Grammy Award nominiert wurde. Sein zweites Solo-Album mit dem Titel The Groovesmith aus dem Jahre 2000 ist geprägt vom Einsatz seiner eigenen Macintosh ProTools.
2014 war er Teil der Band in der Konzertreihe Before the Dawn von Kate Bush.

## Diskografie
- 1983: Weather Report – Procession
- 1984: Weather Report – Domino Theory
- 1985: Weather Report – Sportin' Life
- 1985: Sting – The Dream of the Blue Turtles
- 1985: Dire Straits – Brothers in Arms
- 1986: Weather Report – This Is This
- 1986: Sting – Bring on the Night
- 1989: Rhythm Deep
- 1995: Aziza Mustafa Zadeh – Dance of Fire
- 2000: The Groovesmith
- 2002: Weather Report – Live and Unreleased (Kompilation)
- 2013: Daft Punk – Random Access Memories (als Studiomusiker)[1]